# Pulitzer-Preis 1929
Der Pulitzer-Preis 1929 war die 13. Verleihung des renommierten US-amerikanischen Literaturpreises. Es wurden Preise in zehn Kategorien im Bereich Journalismus, darunter erstmals die Kategorie Korrespondenz und dem Bereich Literatur, Theater und Musik vergeben.
Die Jury bestand aus 14 Personen, unter anderem dem Präsidenten der Columbia-Universität Nicholas Murray Butler und Ralph Pulitzer, Sohn des Pulitzer-Preis-Stifters und Herausgeber der New York World.

## Preisträger
| Kategorie                                     | Preisträger                                | Begründung |
| --------------------------------------------- | ------------------------------------------ | --- |
| Dienst an der Öffentlichkeit (Public Service) | New York Evening World                     | Preis verliehen für die Kampagne Schwächen im Justizsystem zu beseitigen. |
| Berichterstattung (Reporting)                 | Paul Y. Anderson, St. Louis Post-Dispatch  | Preis verliehen für die Berichterstattung über die Veräußerung der Liberty Bonds durch die Continental Trading Company.                                                                 |
| Korrespondenz (Correspondence)                | Paul Scott Mowrer, Chicago Daily News      | Preis verliehen für seine Berichterstattung über internationale Angelegenheiten, wie dem französisch-britischen Marinepakt oder die deutsche Kampagne zur Überarbeitung des Dawes-Plan. |
| Leitartikel (Editorial Writing)               | Louis Isaac Jaffé, Norfolk Virginian-Pilot | Preis verliehen für den Artikel An Unspeakable Act of Savagery, der exemplarisch für weitere Artikel der gleichen Serie steht.                                                          |
| Karikatur (Editorial Cartooning)              | Rollin Kirby, New York World               | Preis verliehen für Tammany. |

| Kategorie                                                   | Preisträger                                                                                        |
| ----------------------------------------------------------- | -------------------------------------------------------------------------------------------------- |
| Roman (Novel)                                               | Scarlet Sister Mary von Julia Peterkin                                                             |
| Theater (Drama)                                             | Street Scene von Elmer Rice                                                                        |
| Geschichte (History)                                        | The Organization and Administration of the Union Army, 1861–1865 von Fred Albert Shannon           |
| Biographie oder Autobiographie (Biography or Autobiography) | The Training of an American: The Earlier Life and Letters of Walter H. Page von Burton J. Hendrick |
| Dichtung (Poetry)                                           | John Browns Body von Stephen Vincent Benet                                                         |